# Рагби 15 репрезентација Француске
Рагби јунион репрезентација Француске је рагби јунион тим који представља Француску у овом екипном спорту. Французи су велесила у рагбију, 17 пута су били шампиони Европе, 3 пута вицешампиони света и имају јаку домаћу лигу Топ 14. Дрес Француске је плаве боје, а симбол је петао. Међу највеће легенде француског рагбија убрајају се Филипе Села, Себастијан Шабал, Рафаел Ибанез, Оливијер Магне, Серже Бланко, Фабијен Пелоус, Винсент Клерк, Филипе Сеинт-Андре, Фредерик Мишелак, Кристоф Ламаизон, Фредерик Мишелак, Кристоф Доминиси, Јаник Жозион, Фабијен Галти, Луцијен Миас...
Успеси
- Светско првенство у рагбију

- Вицешампион света (3) : 1987, 1999, 2011.

- Куп домаћих нација, Куп пет нација и Куп шест нација

- Освајач (17) : 1959, 1961, 1962, 1967, 1968, 1977, 1981, 1987, 1989, 1993, 1997, 1998, 2002, 2004, 2006, 2007, 2010.

## Cастав 2015[4]
Скот Спединг
Брис Дулин
Јоан Хуже
Весли Фофана
Метју Бастарод
Реми Талес
Фредерик Мишелак
Морган Пара
Демијен Шоли
Јаник Њанга
Бернард ле Ру
Тиери Дустаоир - капитен
Паскал Папе
Јоан Маестри
Николас Мас
Винсент Дебати
Уини Атонио
Димитри Сарзевски
Бенџамин Кајзер
Еди Бен Ароус
Раба Слимани